# Plagusia depressa
Plagusia depressa är en kräftdjursart som först beskrevs av J. C. Fabricius 1775.  Plagusia depressa ingår i släktet Plagusia och familjen Plagusiidae.

## Underarter
Arten delas in i följande underarter:
- P. d. depressa
- P. d. tuberculata